# Gabrielle Roy

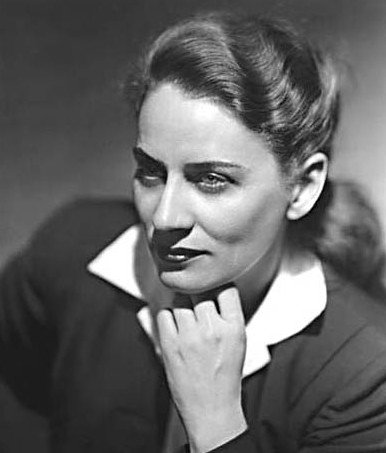
Gabrielle Roy 1945

Gabrielle Roy, född 22 mars 1909 i Saint Boniface i nuvarande Winnipeg, död 13 juli 1983, var en kanadensisk författare.
Roy jobbade som lärare och sparade ihop pengar så hon kunde tillbringa några år i Europa, men då andra världskriget startade 1939 återvände hon till Kanada och bosatte sig i Québec. Hennes första roman, Bonheur d'occasion (1945), gav ett realistiskt porträtt av arbetarklassens liv i Saint-Henri. Den franska originalversionen vann det prestigefyllda priset Prix Femina 1947. När den publicerades på engelska med titeln The Tin Flute (1947), vann romanen Governor General's Awards.
Det finns två franska versioner av Bonheur d'occasion. Den första publicerades 1945 av Société des Éditions Pascal i två volymer. Denna version översattes till engelska av Hannah Josephson 1947, som tog bort ett antal korta delar vid översättningen. 1965 publicerade Librairie Beauchemin en fransk version där ett antal stycken togs bort. Denna andra version översattes av Alan Brown 1980. Som ett resultat av detta har aldrig den ursprungliga franska versionen av The Tin Flute publicerats på engelska.
Gabrielle Roy dog vid en ålder av 74 år. Hennes självbiografi, med titeln La Détresse et l'enchantement, publicerades postumt 1984 och behandlar åren från barndomen i Manitoba tills hon bosatte sig i Québec.
National Library of Canada har bevarat en samling av hennes material som täcker åren 1940–1983. Det innehåller manuskript, publicerade och opublicerade verk som La Rivière sans repos, Cet été qui chantait, Un jardin au bout du monde, Ces enfants de ma vie och La Détresse et l'enchantement, samt personlig och affärsmässig korrespondens.